# Kinderhook (villa)
Kinderhook es una villa ubicada en el condado de Columbia en el estado estadounidense de Nueva York. En el año 2000 tenía una población de 1,275 habitantes y una densidad poblacional de 257.8 personas por km².

## Geografía
Kinderhook se encuentra ubicada en las coordenadas 42°23′37″N 73°42′18″O / 42.39361, -73.70500.

## Demografía
Según la Oficina del Censo en 2000 los ingresos medios por hogar en la localidad eran de $57,500, y los ingresos medios por familia eran $69,115. Los hombres tenían unos ingresos medios de $46,827 frente a los $29,545 para las mujeres. La renta per cápita para la localidad era de $29,047. Alrededor del 2.3% de la población estaban por debajo del umbral de pobreza.